# المرناقية
المرناقية هي إحدى مدن الجمهورية التونسية، تقع في ولاية منوبة.

### مواضيع ذات علاقة
- ولاية منوبة.

بنيت مدينة المرناقية حول بقايا قصر من قصور حمودة باشا الذي شيده بدوره على أنقاض رومانية بعض أجزائها نقل إلى متحف باردو. وإن كان تاريخ مدينة المرناقية يتطلب مزيدا من التدقيق فان تسميتها تتآنس لفظا مع تسمية قرية مرناق التي تقابلها من الجنوب وكثيرا ما تشكل مصدر تشابه في الأذهان وتعتبر بلدية المرناقية من أعرق البلديات حيث تم إحداثها وفق الأمر المؤرخ في 18 جويلية 1967 تحت عدد 228
مميزات المدينة
تعتبر مدينة المرناقية من المناطق التي تعنى بالزراعات الكبرى وتربية الماشية. وتعد معظم الأراضي من نوع الزراعات الصغرى التي تلعب دورا هاما في إبقاء السكان بالمنطقة
وتوجد بمدينة المرناقية منطقتين صناعيتين تتركز بهما الأنشطة التالية
صناعة الأواني النحاسية
صناعة البلور
صناعة الجوارب
صناعة تحويل القهوة
صناعة تحويل الملابس القديمة
صناعة البلاط
صناعة الدباغة
صناعة الأسلاك الكهربائية وسناد الفرامل
كما تتمركز أغلب التجهيزات التجارية والإدارية والخدماتية على طول الطريق الرئيسية البلدية والمعروفة بشارع الحبيب بورقيبة. كما يوجد بالمنطقة البلدية سوق بلدي وسوق أسبوعي ومسلخ بلدي إلى جانب
بعض المخازن الــحرة.
شهدت المرناقية توسّعا عمرانيّا كبيرا منذ عقود فأنشئت حولها مجموعة من الأحياء أقدمها حي الخضراء وحي 20 مارس وحي الطيب المهيري وحي البساتين وحي النصر.. أما محيط البلدة فيضمّ عدّة عمادات وقرى أبرزها عمادة حميّم وعمادة الفجّة ومنزل حبيب والنّفيّض وبورقبة وسيدي علي الحطاب والبساتين (بوحنش وطبلتش وقصر حديد) .. وهي مناطق ذات طابع ريفي في طريقها إلى التمدّن.
يوجد بالمرناقية معهدان ثانويان، معهد الفارابي المرناقية ومعهد المرناقية الثانوي الذي دشن يوم الاربعاء 17 نوفمبر 2022 من طرف وزير التربية فتحي السلاوتي ومجموعة من المدارس الإعدادية هي إعدادية الفجّة وإعدادية حي 20 مارس وإعدادية الشابي وتنتشر المدارس الابتدائية في القرى والعمادات المذكورة.
أغلب سكان المرناقية من الفلاحين وهم سكان العمادات والقرى في حين يتجمّع الموظفون والحرفيون وأصحاب المهن الحرة في مركز البلدة وأبرز المهن تجارية وصناعية.